# Campeonato Mundial de Ciclismo em Pista de 1901
O Campeonato Mundial UCI de Ciclismo em Pista de 1901 foi realizado em Berlim, na Alemanha, entre 7 de 14 de julho.  Quatro provas masculinas foram disputadas, das quais duas profissionais e duas amadoras.

## Sumário de medalhas

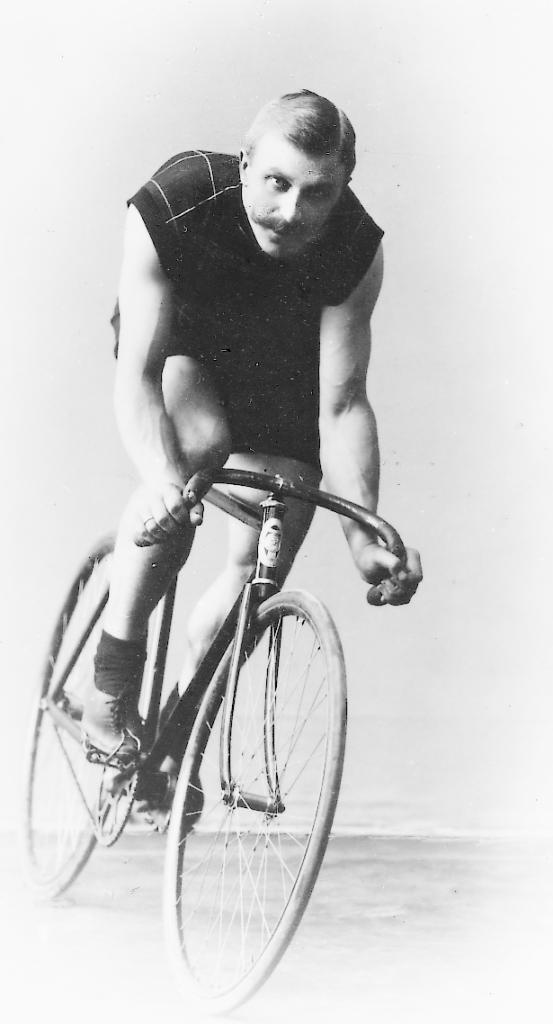
Thorvald Ellegaard

| Eventos profissionais masculinos |                                |                                 |                                  |
| Velocidade individual            | Thorvald Ellegaard · Dinamarca | Edmond Jacquelin · França       | Gustav Schilling · Países Baixos |
| Motor-paced                      | Thaddäus Robl · Alemanha       | Piet Dickentman · Países Baixos | Fritz Ryser · Suíça              |
| Eventos amadores masculinos      |                                |                                 |                                  |
| Velocidade individual            | Émile Maitrot · França         | Léon Veljtruba · Boémia         | Heinrich Struth · Alemanha       |
| Motor-paced                      | Heinrich Sievers · Alemanha    | Bruno Salzmann · Alemanha       | Alfred Görnemann · Alemanha      |

## Quadro de medalhas
| Ordem | País          | Medalha de ouro | Medalha de prata | Medalha de bronze | Total |
| ----- | ------------- | --------------- | ---------------- | ----------------- | ----- |
| 1     | Alemanha      | 2               | 1                | 2                 | 5     |
| 2     | França        | 1               | 1                | 0                 | 2     |
| 3     | Dinamarca     | 1               | 0                | 0                 | 1     |
| 4     | Países Baixos | 0               | 1                | 1                 | 2     |
| 5     | Boémia        | 0               | 1                | 0                 | 1     |
| 6     | Suíça         | 0               | 0                | 1                 | 1     |
| Total | Total         | 4               | 4                | 4                 | 12    |